# Forbesov popis milijardera
Forbesov popis milijardera je popis kojeg časopis Forbes objavljuje svake godine.
Diktatori i pripadnici kraljevskih obitelji ne nalaze se na popisu.
Popis je prvi puta objavljen u ožujku 1987. godine.
Ovi milijarderi ukupno vrijede 13,1 bilijuna dolara, u odnosu na 8 bilijuna dolara 2020.
Jeff Bezos je četvrtu godinu zaredom najbogatiji na svijetu, s vrijednosti 177 milijardi dolara, dok je Elon Musk zasjeo na drugo mjesto sa 151 milijardom dolara, jer su dionice Tesle i Amazona porasle.
Potrebno je obratiti pažnju, da se u američkom engleskom jedna milijarda naziva Billion.
Kraljevske obitelji iz Saudijske Arabije i Bruneja se ne nalaze na popisu iako su djelomično još bogatiji.
Između 1996. i 2006. prema Forbesu je broj milijardera u svijetu porastao od 423 na 946. U 2011. godini broj milijardera iznosio je više od 1.000. Trenutno iznosi 2.755.

## 2021. godina
| broj | milijarder      | Posjed u milijardama dolara | Nacionalnost |
| ---- | --------------- | --------------------------- | ------------ |
| 1.   | Jeff Bezos      | 177                         |              |
| 2.   | Elon Musk       | 151                         |              |
| 3.   | Bernard Arnault | 150                         |              |
| 4.   | Bill Gates      | 124                         |              |
| 5.   | Mark Zuckerberg | 97                          |              |
| 6.   | Warren Buffett  | 96                          |              |
| 7.   | Larry Ellison   | 93                          |              |
| 8.   | Larry Page      | 91,5                        |              |
| 9.   | Sergey Brin     | 89                          |              |
| 10.  | Makesh Ambani   | 84,5                        |              |

## Vanjske poveznice
- Aktualni popis na webstranici Forbes.com (engl.)